# Мамолог
Мамолог — займається обстеженням та лікуванням жіночих грудей. У його компетенцію входить скринінг і діагностика захворювань в даній області. Лікар мамолог діагностує різні патології і займається їх лікуванням. Пріоритетним напрямком його роботи є підбір сучасних і найбільш ефективних терапевтичних методів, а також профілактика розвитку пухлинних процесів, лікування добро і злоякісних пухлин, пластика грудей.
Зверніть увагу. Мамологи наполягають на важливості проходження жінками щорічних діагностичних обстежень, з метою раннього виявлення хворобливих процесів. Це на 90 % знижує ймовірність формування патогенезу, істотно полегшує лікування і значно покращує прогнози.

## Звернення до мамолога
Запис до мамолога може бути екстреним (коли жінку турбують несприятливі ознаки) або плановим. 
Потрібно розуміти необхідну частоту відвідувань лікаря, яка залежатиме від:
- особливостей сімейного анамнезу
- віку
- наявності певного спектру захворювань (на даний момент або в минулому), наприклад, патології молочних залоз, проблеми ендокринного характеру, хвороби репродуктивної системи та ін.

Необхідність запису до лікаря мамолога зумовлена не тільки необхідністю проведення скринінгу, а й наявністю об'єктивних причин, наприклад:
1. Наявність захворювань у найближчих родичів по жіночій лінії.
2. Відмова годувати грудьми новонародженого.
3. Часте або тривале застосування гормонотерапії, в тому числі і протизаплідних засобів.
4. Тривала дія сонячної радіації.
5. Ранній початок менструацій.
6. Пізній клімакс.

### Як відбувається приймання
При первинному огляді лікар:
- Проводить усну бесіду і фізикальний огляд пацієнтки.
- Пальпує молочні залози з метою виявлення новоутворень.
- Вивчає сімейний анамнез (з'ясування наявності жіночих захворювань у найближчих родичів) і оцінює ризики.
- Цікавиться особливостями життя і так далі.

При наявності обґрунтованих підозр приймається рішення про призначення більш глибокої діагностики, із задіянням лабораторних методик і спеціальної медичної техніки (мамографія, УЗД та ін.)

## Діагностичне обстеження
Мамологи підкреслює важливість термінового діагностичного обстеження в наступних випадках:
1. Наявність змін структури соска: припухлість, западання, твердість, почервоніння, свербіж, лущення або будь-які інші.
2. Будь-які виділення з грудей.
3. Збільшення однієї з грудей або зміна її форми.
4. Виявлення вузликових утворень або ущільнень.
5. Біль або дискомфорт.
6. Збільшення (запалення) лімфатичних вузлів.

### Які хвороби може лікувати мамолог?
- Пухлинні захворювання: аденома, ліпома, фіброаденома, кісти, галактоцеле, внутрішньопротокова папілома, локальний фіброаденоматоз, інші види доброякісних новоутворень
- Мастопатія (дифузна, проліферативна, кістозно-фіброзна); гормональний дисбаланс, що впливає на молочні (грудні) залози
- Запальні захворювання грудей (мастити)
- Вади, аномалії розвитку молочних залоз